# Le Sourn

Le Sourn este o comună în departamentul Morbihan, Franța. În 1 ianuarie 2022 avea o populație de 2.128 de locuitori.